# Lakkadiven
Die Lakkadiven („Hunderttausendinseln“) sind eine indische Inselgruppe in der Lakkadivensee, einem Randmeer des Indischen Ozeans. Sie bilden mit den nördlich gelegenen Amindiven und der südlich gelegenen Insel Minicoy (Maliku) das indische Unionsterritorium Lakshadweep.
Die Lakkadiven umfassen die vier bewohnten Inseln Kavaratti (4,22 km²), Andrott (4,84 km²), Agatti (3,84 km²) und Kalpeni (2,79 km²) sowie einige kleinere, unbewohnte Eilande. Die Einwohnerzahl beträgt rund 32.200 (Stand: Volkszählung 2001).